# AD Parla
Az AD Parla, teljes nevén Agrupación Deportiva Parla spanyol labdarúgóklubot 1973-ban alapították, 2010-11-ben a negyedosztályban szerepelt. 

## Az eddigi szezonok
| Szezon      | Osztály    | Poz. | Copa del Rey |
| ----------- | ---------- | ---- | ------------ |
| 1973-74-től | Regionális | —    |              |
| 1979-80-ig  | Regionális | —    |              |
| 1980/81     | 3ª         | 4.   |              |
| 1981/82     | 3ª         | 1.   |              |
| 1982/83     | 2ªB        | 10.  |              |
| 1983/84     | 2ªB        | 10.  |              |
| 1984/85     | 2ªB        | 15.  |              |
| 1985/86     | 2ªB        | 11.  |              |
| 1986/87     | 3ª         | 1.   |              |
| 1987/88     | 2ªB        | 18.  |              |
| 1988/89     | 3ª         | 3.   |              |
| 1989/90     | 3ª         | 17.  |              |
| 1990/91     | 3ª         | 4.   |              |
| 1991/92     | 3ª         | 11.  |              |
| 1992/93     | 3ª         | 13.  |              |
| 1993/94     | 3ª         | 6.   |              |

| Szezon  | Osztály    | Poz. | Copa del Rey |
| ------- | ---------- | ---- | ------------ |
| 1994/95 | 3ª         | 9.   |              |
| 1995/96 | 3ª         | 7.   |              |
| 1996/97 | 3ª         | 12.  |              |
| 1997/98 | 3ª         | 8.   |              |
| 1998/99 | 3ª         | 18.  |              |
| 1999/00 | Regionális | —    |              |
| 2000/01 | 3ª         | 7.   |              |
| 2001/02 | 3ª         | 17.  |              |
| 2002/03 | Regionális | —    |              |
| 2003/04 | 3ª         | 10.  |              |
| 2004/05 | 3ª         | 3.   |              |
| 2005/06 | 3ª         | 2.   |              |
| 2006/07 | 3ª         | 5.   |              |
| 2007/08 | 3ª         | 6.   |              |
| 2008/09 | 3ª         | 2.   |              |
| 2009/10 | 3ª         | 2.   |              |
| 2010/11 | 3ª         |      |              |

## Ismertebb játékosok
- Rafael Benítez
- Roberto Rojas

## Külső hivatkozások
- Hivatalos weboldal (spanyolul)